# Washington Di Giovanni
Washington Di Giovanni (Santos, 10 de fevereiro de 1913 — São Paulo, 25 de dezembro de 1988), popularmente conhecido como "Doutor Mimi", foi um político, esportista e médico brasileiro. Foi prefeito da cidade de Santos entre 1979 a 1980, além de vereador de Santos em múltiplos mandatos.

## Carreira política
Di Giovanni se inicia na política em 1952, ao ser eleito para seu primeiro mandato como vereador. É eleito novamente para mais dois mandatos, de 1973 a 1983.
Abandonou a política após não conseguir se re-eleger para vereador em 1982, ficando como 1ª suplênte da câmara, tendo tomado essa decisão em grande parte devido a questões de saúde e familiares.
Durante seus mandatos como vereador, foi eleito presidente da Câmara e, após a renúncia de Carlos Caldeira Filho, assumiu o cargo de Prefeito por um curto periodo de tempo.
Durante sua curta passagem pela prefeitura, Di Giovanni assinou um decreto efetivando no cargo funcionários municipais que há muito ocupavam cargos de chefia, sem receberem a remuneração a que faziam jus.
Também é notório por ser o único político da Câmara santista a receber uma medalha como ´o amigo do Legislativo.

## Carreira esportiva
Além de político e médico, Di Giovanni também se destacou no futebol, no qual foi considerado um grande centroavante de sua época.
Iniciou sua carreira defendendo o Pacheco Futebol Clube, logo após sendo contratado pelo Atlético Paranaense.
Durante sua carreira no Paraná, foi convocado diversas vezes para a seleção paranaense.
Retornou a Santos logo após para atuar Portuguesa Santista e terminou sua carreira no Esporte Clube Beira-Mar, de São Vicente.

## Morte
Faleceu em 25 de dezembro de 1988, devido a uma parada cardíaca, após uma cirurgia realizada no Hospital do Coração, em São Paulo.
Seu caixão foi coberto pela bandeira do Jabaquara Atlético Clube, associação esportiva da qual Di Giovanni foi presidente.